# The Neighborhood
Po sąsiedzku (ang. The Neighborhood) – amerykański serial telewizyjny (komedia) wyprodukowany przez Mud, Blood & Beer Productions, A Bird and a Bear Entertainment, Kapital Entertainment, Trill Television oraz CBS Television Studios, którego twórcą jest Jim Reynolds. Serial jest emitowany od 1 października 2018 roku przez CBS. Premiera w Polsce miała miejsce 4 października 2021 r. na Comedy Central.
Fabuła serialu opowiada o Dave'ie, który wraz ze swoją rodziną przeprowadza się do dzielnicy Los Angeles, gdzie większość stanowią czarnoskórzy mieszkańcy.

## Obsada

### Główna
- Cedric the Entertainer jako Calvin Butler[3]
- Max Greenfield jako Dave Johnson[4]
- Sheaun McKinney jako Malcolm Butler[5]
- Marcel Spears jako Marty Butler[5]
- Hank Greenspan jako Grover Johnson
- Tichina Arnold jako Tina Butler[6]
- Beth Behrs jako Gemma Johnson[7]

## Odcinki
| Sezon | Odcinki | Oryginalna emisja w CBS | Oryginalna emisja w CBS |
| Sezon | Odcinki | Premiera sezonu         | Finał sezonu            |
| ----- | ------- | ----------------------- | ----------------------- |
| 1     | 21      | 1 października 2018     | 22 kwietnia 2019        |
| 2     | —       | 23 września 2019        | —                       |

### Sezon 1 (2018-2019)
| Nr | #  | Tytuł                          | Reżyseria       | Scenariusz                                | Premiera w CBS       |
| -- | -- | ------------------------------ | --------------- | ----------------------------------------- | -------------------- |
| 1  | 1  | Pilot                          | James Burrows   | Jim Reynolds                              | 1 października 2018  |
| 2  | 2  | Welcome to the Recipe          | Mark Cendrowski | Erica Montolfo-Bura                       | 8 października 2018  |
| 3  | 3  | Welcome to the Spare Key       | Jeff Greenstein | Devon Shepard                             | 15 października 2018 |
| 4  | 4  | Welcome to the Housewarming    | Ken Whittingham | Ryan Raddatz                              | 22 października 2018 |
| 5  | 5  | Welcome to Game Night          | Victor Gonzalez | Laura Moran                               | 29 października 2018 |
| 6  | 6  | Welcome to the Anniversary     | Victor Gonzalez | Ryan Noggle                               | 5 listopada 2018     |
| 7  | 7  | Welcome to the Barbershop      | Victor Gonzalez | Malik S.                                  | 12 listopada 2018    |
| 8  | 8  | Welcome to Thanksgiving        | Stan Lathan     | Isabelle Esposito                         | 19 listopada 2018    |
| 9  | 9  | Welcome to the Dinner Guest    | Stan Lathan     | Tracey Ashley                             | 3 grudnia 2018       |
| 10 | 10 | Welcome to the Stolen Sneakers | Mark Cendrowski | Bill Posley                               | 10 grudnia 2018      |
| 11 | 11 | Welcome to the Fundraiser      | Victor Gonzalez | Sean Larkins, Lanie Siegel, Ben Slaughter | 17 grudnia 2018      |
| 12 | 12 | Welcome to Grover's Birthday   | Victor Gonzalez | Michael Glouberman                        | 14 stycznia 2019     |
| 13 | 13 | Welcome to the Accident        | Phill Lewis     | Jim Reynolds                              | 4 lutego 2019        |
| 14 | 14 | Welcome to the Yard Sale       | Betsy Thomas    | Arthur Harris                             | 11 lutego 2019       |
| 15 | 15 | Welcome to Malcolm's Job       | Mark Cendrowski | Erica Montolfo-Bura                       | 18 lutego 2019       |
| 16 | 16 | Welcome to the Big Payback     | Anthony Rich    | Michael Glouberman                        | 25 lutego 2019       |
| 17 | 17 | Welcome to the Climb           | Mark Cendrowski | Ryan Raddatz                              | 11 marca 2019        |
| 18 | 18 | Welcome to Logan #2            | Mark Cendrowski | Malik S.                                  | 25 marca 2019        |
| 19 | 19 | Welcome to the Camping Trip    | Victor Gonzalez | Laura Moran                               | 1 kwietnia 2019      |
| 20 | 20 | Welcome to the Repass          | Victor Gonzalez | Ryan Noggle                               | 15 kwietnia 2019     |
| 21 | 21 | Welcome to the Conversation    | Jeff Greenstein | Jim Reynolds                              | 22 kwietnia 2019     |

### Sezon 2 (2018-2019)
| Nr | #  | Tytuł                         | Reżyseria       | Scenariusz                  | Premiera w CBS       |
| -- | -- | ----------------------------- | --------------- | --------------------------- | -------------------- |
| 22 | 1  | Welcome to the Re-Rack        | Victor Gonzalez | Jim Reynolds                | 23 września 2019     |
| 23 | 2  | Welcome to the Bully          | Victor Gonzalez | Jim Reynolds                | 30 września 2019     |
| 24 | 3  | Welcome to the Fresh Coat     | Victor Gonzalez | Michael Glouberman          | 7 października 2019  |
| 25 | 4  | Welcome to Co-Habitation      | Mark Cendrowski | Brian Keith Etheridge       | 14 października 2019 |
| 26 | 5  | Welcome to Soul Food          | Mark Cendrowski | Laura Moran                 | 21 października 2019 |
| 27 | 6  | Welcome to the Wagon          | Phill Lewis     | Ryan Raddatz                | 28 października 2019 |
| 28 | 7  | Welcome to the Vow Renewal    | Jeff Greenstein | Malik S.                    | 4 listopada 2019     |
| 29 | 8  | Welcome to Bowling            | Mark Cendrowski | Ryan Noggle                 | 18 listopada 2019    |
| 30 | 9  | Welcome to the Dealbreaker    | Mark Cendrowski | Don D. Scott                | 25 listopada 2019    |
| 31 | 10 | Welcome to the Digital Divide | Marian Deaton   | Isabelle Esposito           | 9 grudnia 2019       |
| 32 | 11 | Welcome to the Scooter        | Ron Moseley     | Tracey Ashley               | 16 grudnia 2019      |
| 33 | 12 | Welcome to the Freeloader     | Mark Cendrowski | Lanie Siegel, Ben Slaughter | 6 stycznia 2020      |
| 34 | 13 | Welcome to the New Pastor     | Mark Cendrowski | Michael Glouberman          | 20 stycznia 2020     |
| 35 | 14 | Welcome to Trivia Night       | Mark Cendrowski | Jim Reynolds                | 3 lutego 2020        |
| 36 | 15 | Welcome to the Bad Review     | Victor Gonzalez | Erica Montolfo-Bura         | 10 lutego 2020       |
| 37 | 16 | Welcome to the Hockey Game    | Mark Cendrowski | Ryan Raddatz                | 17 lutego 2020       |
| 38 | 17 | Welcome to the Commercial     | Kelly Park      | Brian Keith Etheridge       | 9 marca 2020         |
| 39 | 18 | Welcome to the Team           | Mark Cendrowski | Laura Moran                 | 16 marca 2020        |
| 40 | 19 | Welcome to the Jump           | Victor Gonzalez | Malik S.                    | 6 kwietnia 2020      |
| 41 | 20 | Welcome to the Standoff       | Mark Cendrowski | Michael Glouberman          | 13 kwietnia 2020     |
| 42 | 21 | Welcome to the Speed Bump     | Mark Cendrowski | Ryan Noggle                 | 4 maja 2020          |
| 43 | 22 | Welcome to the Campaign       | Mark Cendrowski | Don D. Scott                | 4 maja 2020          |

## Produkcja
W marcu 2018 roku, ogłoszono, że Marcel Spears, Sheaun McKinney, Cedric the Entertainer oraz Tichina Arnolddołączyli do obsady.
5 maja 2018 roku, stacja CBS zamówiła pierwszy sezon komedii, którego premiera była zaplanowana na jesień w sezonie telewizyjnym 2018/2019.
W tym samym miesiącu poinformowano, że jedną z głównych ról otrzymał Max Greenfield.
W kolejnym miesiącu obsada serialu powiększyła się o Bethy Behrs.
27 stycznia 2019 roku,  stacja CBS zamówiła drugi sezon.
Na początku maja 2020 roku, stacja CBS potwierdziła produkcję trzeciego sezonu.
W połowie lutego 2021 roku, stacja CBS zamówiła trzeci sezon serialu.